# Tropidoturris
Tropidoturris is een geslacht van weekdieren uit de klasse van de Gastropoda (slakken).

## Soorten
- Tropidoturris anaglypta Kilburn, 1986
- Tropidoturris fossata (Sowerby III, 1903)
- Tropidoturris planilirata Kilburn, 1986
- Tropidoturris scitecosta (Sowerby III, 1903)
- Tropidoturris simplicicingula (Barnard, 1958)
- Tropidoturris vizcondei Morassi & Bonfitto, 2013